# Beek (België)
Beek (Limburgs: Biek) is een dorp in de Belgische provincie Limburg en een deelgemeente van Bree, het was een zelfstandige gemeente tot aan de gemeentelijke herindeling van 1971.

## Geschiedenis
Beek werd voor het eerst vermeld in 1155 en is vernoemd naar de Abeek die ten noorden van Beek stroomt.
Evenals Bree behoorde Beek vóór 1007 tot het domein Britte, dat eigendom was van Graaf Ansfried, oprichter van de Abdij van Thorn. Dit domein werd na 1007 gesplitst, waarbij Beek toe bleef behoren aan de genoemde Abdij. De voogdij over de goederen kwam uiteindelijk in handen van de Graaf van Loon. De kerk is waarschijnlijk door de Abdij gesticht en was aanvankelijk een dochterkerk van die in Kessenich. 
In 1741 kwamen de kluizenaars Mariëndal vanuit Bree naar Beek, en verzorgden daar geesteszieken. De kluis werd opgeheven in de Franse tijd, eind 18e eeuw.
Bestuurlijk behoorde Beek tot de Vier Crispelen, een ministaatje bestaande uit Bree en enkele dorpen eromheen (de buitinge van Bree). Rechtspraak werd gesproken door de schepenbank van Bree voor het buitengebied, de buitenbank.
Bij de Slag van Sint-Nicolaasdag 1648 verloor Beek 12 burgers. De Lotharingse troepen lagen in 1650 in de omgeving van Beek. Verdere krijgsverrichtingen bij Beek zijn vergelijkbaar met die bij Bree.
Tegenwoordig is Beek vrijwel vastgebouwd aan de kom van Bree.

## Demografische ontwikkeling
- Bronnen:NIS, Opm:1831 tot en met 1970=volkstellingen

## Natuur en landschap
Beek is gelegen onmiddellijk ten westen van de Zuid-Willemsvaart en ligt in het westelijk deel van de Vlakte van Bocholt, een gebied dat in de tweede helft van de 19e eeuw is ontgonnen. Enkel in de directe omgeving van Beek vindt men restanten van ouder cultuurgebied. Kenmerkend voor het jongere cultuurgebied is de Sint-Martensheide, ten noordoosten van Beek.
Van de waterlopen kan de Abeek worden genoemd, die verloopt tussen Beek en Bocholt, en welke omzoomd is met natuurgebieden, behorend tot het Grenspark Kempen-Broek.

## Bezienswaardigheden
- De Sint-Martinuskerk, met een toren in Ottoonse bouwstijl en een gotisch schip. De kerk bevat een aantal beelden, waarvan de oudsten uit ongeveer 1300 stammen.
- De Abroxmolen, een watermolen op de Abeek, aan de Abroxweg 41.
- De Ghen-Aamolen, een watermolen op de Abeek, aan de Genattestraat 39.
- De Kluismolen, een voormalige watermolen op de Abeek, aan de Schootstraat 64.
- Gedenkplaat voor Jan van Abroek, aangebracht in 1960 aan het toenmalig gemeentehuis, tegenwoordig politiepost.

## Sint-Maartensvuur

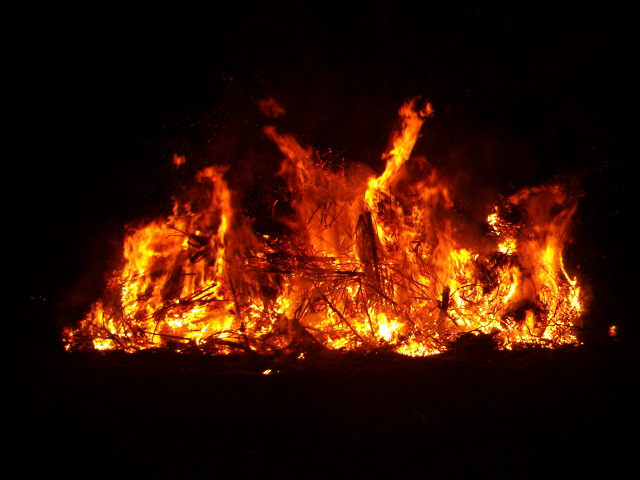
Sint-Maartensvuur

Elk jaar op 10 november wordt door de KLJ van Beek het Sint-Maartensvuur georganiseerd, dat aan Beek brug plaatsvindt. Het begin is omstreeks 8 uur. Dit vuur bestaat uit duizenden blokken hout en takken en is meer dan 10 meter hoog en 20 meter breed. Zeer veel mensen uit Beek en omstreken komen hiernaar kijken.

## Sport
Voetbalclub Groen Star Beek is aangesloten bij de KBVB. De club speelt in de provinciale reeksen en haalde er enkele seizoenen de hoogste reeks.

## Bekende inwoners
- Jan van Abroek (1440-1510), hervormer van de Orde van het Heilig Graf werd geboren op de Abroxmolen te Beek.

## Nabijgelegen kernen
Bree, Bocholt, Gerdingen